# Валюс, Пётр Адамович
Пётр Адамович Ва́люс (18 мая 1912, Москва — 13 февраля 1971, там же) — советский художник.

## Биография
В 35 лет оставил работу инженера и посвятил себя живописи. Зарабатывал оформлением книг. Был членом МОСХа и участником почти всех выставок книги. Как живописец выпрямился в полный рост в 50 лет и оказался вне рамок соцреализма, где-то в сферах, которые можно описывать словами: экспрессионизм, эмоциональное воздействие цвета, исповедальность, творческое противостояние идеологическим нормативам.
Сейчас его работы находятся в семье художника, а также в коллекциях Третьяковской галереи, Казанского музея и в частных коллекциях России, Австрии, Германии, Нидерландов, США, Швеции, Италии, Франции, Японии, Англии, Израиля, Норвегии.

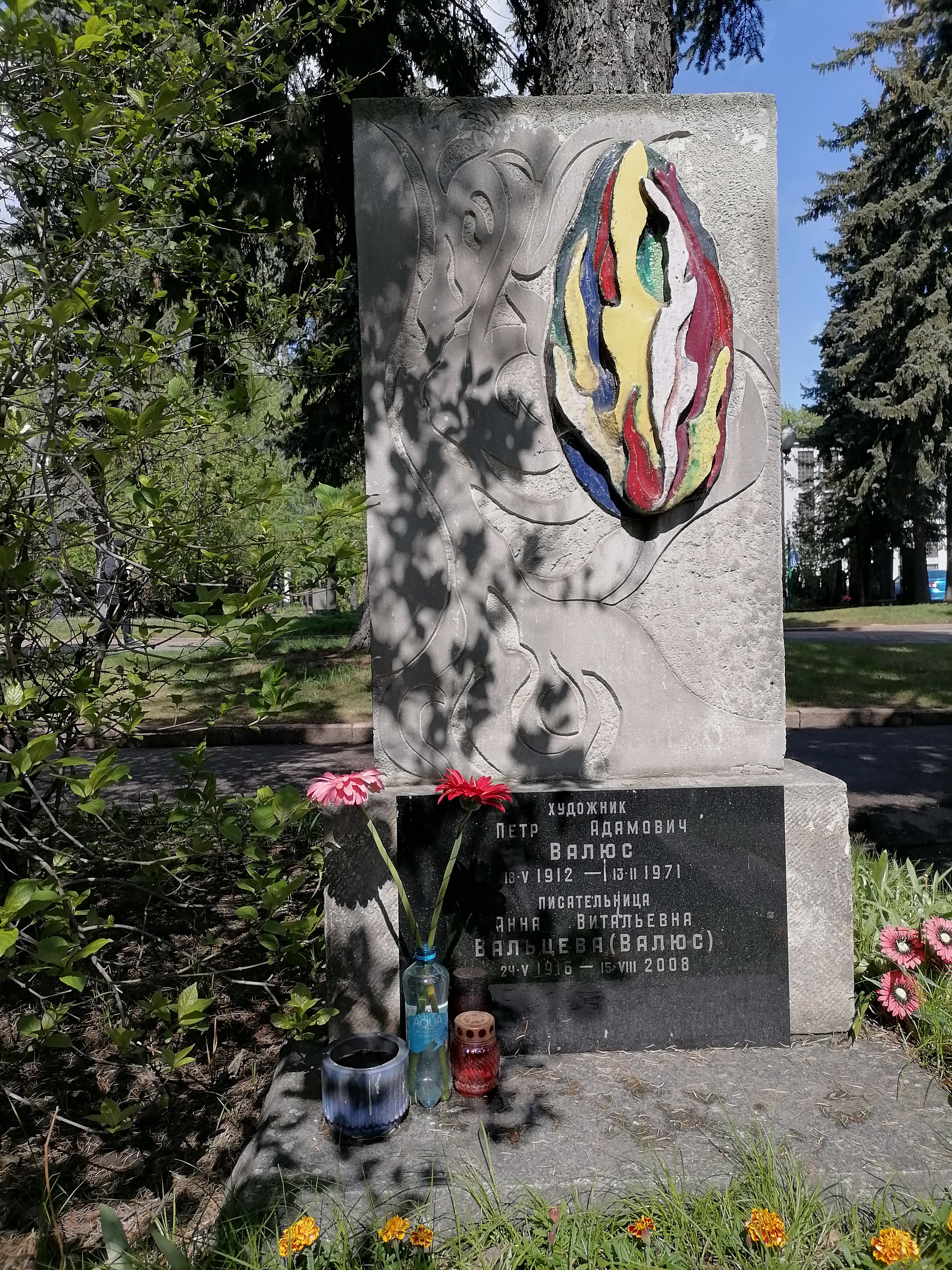
Могила на Донском кладбище

Похоронен на Донском кладбище (4 уч.).

## Семья
- жена — Вальцева, Анна Витальевна (1916—2008) — писательница.
- сын — Валюс, Валерий Петрович (род. 1939) — художник.